# 기본 메모리

IBM PC의 메모리 맵.

기본 메모리(Conventional memory)는 IBM 개인용 컴퓨터 메모리의 첫 640 키비바이트를 말한다.

## 640 킬로바이트의 장벽
| 0-block | 1st 64 KB  | 일반 사용자 메모리 → 64 KB (로우 메모리 영역)  |
| 1-block | 2nd 64 KB  | 일반 사용자 메모리 → 128 KB                    |
| 2-block | 3rd 64 KB  | 일반 사용자 메모리 → 192 KB                    |
| 3-block | 4th 64 KB  | 일반 사용자 메모리 → 256 KB                    |
| 4-block | 5th 64 KB  | 일반 사용자 메모리 → 320 KB                    |
| 5-block | 6th 64 KB  | 일반 사용자 메모리 → 384 KB                    |
| 6-block | 7th 64 KB  | 일반 사용자 메모리 → 448 KB                    |
| 7-block | 8th 64 KB  | 일반 사용자 메모리 → 512 KB                    |
| 8-block | 9th 64 KB  | 일반 사용자 메모리 → 576 KB                    |
| 9-block | 10th 64 KB | 일반 사용자 메모리 → 640 KB                    |
| A-block | 11th 64 KB | 확장 비디오 메모리(Extended video memory, EGA) |
| B-block | 12th 64 KB | 표준 비디오 메모리 (MDA/CGA)                   |
| C-block | 13th 64 KB | ROM 확장 (XT, EGA, 3270 PC)                    |
| D-block | 14th 64 KB | 기타 용도 (PCjr 카트리지, LIM EMS)             |
| E-block | 15th 64 KB | 기타 용도 (PCjr 카트리지, LIM EMS)             |
| F-block | 16th 64 KB | 시스템 ROM-BIOS 및 ROM-BASIC                   |

640 킬로바이트의 장벽 또는 640 키비바이트의 장벽은 IBM 개인용 컴퓨터와 호환성의 단면이다.
원래 IBM 개인용 컴퓨터에서 쓰인 인텔 8088 CPU의 아키텍처 제한은 칩이 20개의 주소 줄을 제공함에 따라 1024 키비바이트(1 메비바이트)였다. 그러나 IBM 개인용 컴퓨터의 설계는 컬러 그래픽스 어댑터 메모리 맵을 640 키비바이트의 위치와 더 높은 위치의 다른 하드웨어에 놓았다. (더 자세한 정보를 보려면 상위 메모리 영역을 볼 것)
임의의 데이터를 위해 쓰이는 주소들의 모임 안으로의 구멍(들)이 도입되었는데, 그러한 구멍을 피하면 MS-DOS 또는 MS-DOS가 실행할 수 있던 대부분의 프로그램의 지원을 받기 어려웠다.
개인용 컴퓨터들이 1981년에 공개되었을 즈음, 640 키비바이트는 일반 사용자에게는 많은 것처럼 느껴졌으나, 새로운 개인용 컴퓨터들이 대부분 많은 메모리를 설치할 수 있을 때까지 640키비바이트는 여러 해 동안 기본으로 쓰였다. 개인용 컴퓨터가 등장했을 때 가장 인기 있었던 기존의 마이크로컴퓨터는 애플 II+였고, 가장 일반적인 구성의 64 키비바이트만 가지고 있었으며 이보다 더 쉽게 확장할 수는 없었다. 이어지는 마이크로컴퓨터들의 세대의 호환성에 대한 가치는 1980년대 중반 때에 견주면 그리 느껴할 만큼은 아니었다. 그러므로 아마 IBM이나 IBM과 같은 곳의 많은 사람들은 IBM 개인용 컴퓨터 아키텍처가 시장에서 몇 해 더 지속할 것이라는 예상을 하지 못했다.
오래된 운영 체제들과의 호환성을 유지하기 위해, 640 키비바이트의 장벽은 8088이 최대 16 메비바이트의 메모리를 쓸 수 있는 인텔 286 프로세서로 대체되기 전까지 PC의 설계의 일부로 남았었다. (다만 286이 호환성 모드에 있는 한, 1 메비바이트의 장벽은 남는다.) 오늘날 IBM 개인용 컴퓨터의 호환성은 MS-DOS가 실행되면 그대로이며, 가장 현대의 윈도 기반의 개인용 컴퓨터에서조차 중첩 확장 메모리는 여전히 640과 1024 키비바이트 사이에 구멍이 있다. 페이징과 가상 메모리 덕에 응용 프로그램들에게는 보이지 않을 뿐이다.

## 마이크로소프트 윈도우
현대의 운영 체제와 32비트 컴퓨터에서는 기본 메모리와 중첩 확장 메모리(EMS)의 구분이 그리 중요하지 않다. 그 까닭은 모든 메모리가 보호 모드에서 공통적으로 접근될 수 있기 때문이다. 대부분의 사용자들은 개인용 컴퓨터의 발전 역사 속에 있던 640KB의 PC 메모리에 대해 잘 알지 못한다.

## 같이 보기
- 리얼 모드
- 보호 모드
- 중첩 확장 메모리 규격 - EMS
- 연속 확장 메모리 규격 - XMS
- 상위 메모리 영역 - UMA